# Vagos (freguesia)
A Freguesia de Vagos é uma extinta freguesia portuguesa do Município de Vagos, a qual tinha 21,58 km² de área e 4 606 habitantes (2011), e, por isso, uma densidade populacional de 213,4 hab/km². 
Em 2013, a Freguesia de Vagos foi extinta passando o seu território a fazer parte da nova União das Freguesias de Vagos e Santo António.
Vagos também é sede de paróquia pertencente à Diocese de Aveiro. É nesta vila que fica situado o santuário católico dedicado a Nossa Senhora de Vagos. A construção deste Santuário remonta aos meados do século XVI.
É a cidade natal do trompetista Ramiro de Oliveira Leite e de Manuel Freire que canta a Pedra Filosofal de António Gedeão.

## População
| Número de habitantes residentes | Número de habitantes residentes | Número de habitantes residentes | Número de habitantes residentes | Número de habitantes residentes | Número de habitantes residentes | Número de habitantes residentes | Número de habitantes residentes | Número de habitantes residentes | Número de habitantes residentes | Número de habitantes residentes | Número de habitantes residentes | Número de habitantes residentes | Número de habitantes residentes | Número de habitantes residentes |
| ------------------------------- | ------------------------------- | ------------------------------- | ------------------------------- | ------------------------------- | ------------------------------- | ------------------------------- | ------------------------------- | ------------------------------- | ------------------------------- | ------------------------------- | ------------------------------- | ------------------------------- | ------------------------------- | ------------------------------- |
| 1864                            | 1878                            | 1890                            | 1900                            | 1911                            | 1920                            | 1930                            | 1940                            | 1950                            | 1960                            | 1970                            | 1981                            | 1991                            | 2001                            | 2011                            |
| 4 023                           | 4 888                           | 5 536                           | 6 053                           | 7 107                           | 7 719                           | 8 241                           | 7 327                           | 8 446                           | 8 281                           | 5 172                           | 6 043                           | 2 913                           | 4 010                           | 4 606                           |

Com lugares desta freguesia foi criada em 15/06/1933, a freguesia de Calvão, em 23 de Maio de 1966 a freguesia de Gafanha da Boa Hora, em 04 de Outubro de 1985 as freguesias de Santo André de Vagos e Santo António de Vagos
| Distribuição da População por Grupos Etários | Distribuição da População por Grupos Etários | Distribuição da População por Grupos Etários | Distribuição da População por Grupos Etários | Distribuição da População por Grupos Etários | Distribuição da População por Grupos Etários | Distribuição da População por Grupos Etários | Distribuição da População por Grupos Etários | Distribuição da População por Grupos Etários | Distribuição da População por Grupos Etários |
| -------------------------------------------- | -------------------------------------------- | -------------------------------------------- | -------------------------------------------- | -------------------------------------------- | -------------------------------------------- | -------------------------------------------- | -------------------------------------------- | -------------------------------------------- | -------------------------------------------- |
| Ano                                          | 0-14 Anos                                    | 15-24 Anos                                   | 25-64 Anos                                   | > 65 Anos                                    |                                              | 0-14 Anos                                    | 15-24 Anos                                   | 25-64 Anos                                   | > 65 Anos                                    |
| 2001                                         | 647                                          | 572                                          | 2224                                         | 567                                          |                                              | 16,1%                                        | 14,3%                                        | 55,5%                                        | 14,1%                                        |
| 2011                                         | 703                                          | 514                                          | 2576                                         | 813                                          |                                              | 15,3%                                        | 11,2%                                        | 55,9%                                        | 17,7%                                        |

## Património
- Capelas de São Sebastião e de São João Baptista
- Casa das Novenas
- Cruzeiro do adro da Capela de Nossa Senhora de Vagos
- Casa seiscentista em frente dos Paços do Concelho
- Torre
- Igreja de Lombomeão
- Trecho da costa e da ria

## Cultura
- Museu do Brincar - aberto desde 2011, localiza-se no Palacete do Visconde de Valdemouro.